# Братья Рико
«Братья Рико» (англ. The Brothers Rico) — фильм нуар режиссёра Фила Карлсона, который вышел на экраны в 1957 году.
Фильм поставлен по книге Жоржа Сименона и рассказывает о бывшем мафиозном бухгалтере Эдди Рико (Ричард Конте), которому главарь преступного синдиката поручает найти своего пропавшего младшего брата Джонни. Джонни вместе со средним братом Джино участвовал в громком убийстве, после чего сначала попытался установить контакт с прокуратурой, а затем подался в бега. Эдди находит Джонни, которого, также как и Джино, быстро ликвидируют по приказу главаря мафии. Осознавая свою вину в гибели братьев, Эдди решает выступить против мафии, сначала убивая её главаря, а затем сообщая всю информацию о делах синдиката окружному прокурору.
Фильм относится к многочисленной группе нуаров на тему об организованной преступности, наряду с такими картинами, как «Сила зла» (1948), «711 Оушен Драйв» (1950), «Насаждающий закон» (1951), «Мафия» (1951), «Поворотная точка» (1952), «Город в плену» (1952) «Сильная жара» (1953), «Большой ансамбль» (1955), «Секреты Нью-Йорка» (1955) и «Девушка с вечеринки» (1958).
В 1973 году был сделан телевизионный ремейк этой картины под названием «Семья Рико», Режиссёром фильма был Пол Уэндкос, а главную роль сыграл Бен Газзара. В СССР в 1980 году вышел телевизионный фильм «Братья Рико», главную роль в котором сыграл Геннадий Бортников.

## Сюжет
Эдди Рико (Ричард Конте) многие годы работал бухгалтером крупного криминального синдиката, а затем вышел из преступного бизнеса и последние три года владеет преуспевающей компанией по стирке белья в Бэйшоре, штат Флорида. Однажды среди ночи ему звонит Фил (Пол Дубов), приближённый главаря синдиката Сида Кьюбика (Ларри Гейтс) с просьбой устроить к себе на работу молодого мафиози Джо Вессона (Уильям Фиппс). Этот звонок вызывает серьёзное беспокойство у Элис (Дайан Фостер), любящей и любимой жены Эдди, которая опасается, что его снова втянут в дела синдиката, и это может сорвать их планы усыновления ребёнка. Однако Эдди успокаивает жену, что всё будет нормально. Тем не менее утром приходит письмо от матери Эдди, которая сообщает, что двое его братьев — средний Джино (Пол Пичерни) и младший Джонни (Джеймс Даррен) — куда-то уехали, и уже около двух месяцев от них нет никаких известий. По дороге на работу Эдди видит Джино, который просит его отъехать в тихое место для конфиденциального разговора. Джино, который ранее занимался в синдикате выбиванием долгов, рассказывает, что некоторое время назад был «повышен» до положения киллера. Несколько месяцев назад он участвовал в нашумевшем убийстве Кармини, а Джонни был на этом деле как водитель. После исчезновения Джонни Джино почувствовал, что отношение к нему изменилось. На днях ему было приказано прибыть в Сент-Луис, а на его место в Нью-Йорк был вызван Джо Вессон из Канзас-Сити. Джино опасается, что синдикат решил с ним расправиться, и просит Эдди помочь бежать ему за границу. Однако Эдди уверен, что никто Джино не тронет, убеждая брата поехать в Сент-Луис, и даёт ему денег. Днём Фил звонит Эдди на работу, сообщая, что Кьюбик прилетает из Нью-Йорка в Майами и хочет с ним немедленно встретиться. Несмотря на резкое сопротивление жены, возражающей против того, что он пропустит собеседование в детском доме, Эдди немедленно вылетает в Майами. В своём шикарном гостиничном номере Кьюбик просит Эдди обращаться к нему, как и ранее «дядя Сид». Он принимает Эдди как близкого человека, уверяя его, что семья Рико для него почти родная. Он извиняется за просьбу Фила принять на работу Вессона, обещая исправить это, а также поздравляет Эдди с предстоящим усыновлением. Далее Кьюбик рассказывает, что Джонни, который женился два года назад, участвовал в убийстве Кармини. После этого убийства Джонни связался с братом своей жены Питером Малаксом (Ламонт Джонсон), который, по информации Кьюбика, встречался с ассистентом окружного прокурора, выясняя у него, что будет с человеком, участвовавшим в серьёзном преступлении, если он всё расскажет властям. После этого, как говорит Кьюбик, Джонни скрылся в неизвестном направлении, и очень влиятельные люди опасаются относительно его возможных действий. Криминальный босс хочет немедленно найти Джонни, чтобы спасти его от убийства, отправив на несколько лет на Кубу, где тот будет находиться в безопасности. На прощанье Кьюбик говорит, что он навсегда будет в долгу перед семьёй Рико, так как миссис Рико спала ему жизнь много лет назад. Снабдив его деньгами и всеми данными на Малакса, Кьюбик провожает Эдди до двери, после чего заходит в один из номеров гостиницы, где под руководством Фила жестоко пытают Джино. Прилетев в Нью-Йорк, Эдди находит Малакса, который, зная о связи семьи Рико с синдикатом, категорически отказывается иметь с Эдди какие-либо дела, заявляя, что никогда не одобрял связь сестры с Джонни. Вечером Эдди приходит к кондитерскую Рико, где его радостно встречает мать, хромая миссис Рико (Арджентина Брунетти), которую когда-то ранили в ногу, когда она прикрыла собой Кьюбика. Однако теперь она не доверяет Кьюбику, и, зная, что Эдди действует по его заданию, не хочет говорить сыну о том, где может находиться Джонни. Однако, когда Эдди предупреждает, что из-за неё Джонни могут убить, она не выдерживает и сообщает, что Джонни последний раз писал ей из Эль Камино, Калифорния, с фермы, которая принадлежит Марко Фелиси. Эдди берёт билет на ближайший билет до Эль Камино, не подозревая, что на всём пути следования за ним следят.
Остановившись в центральной гостинице Эль Камино, Эдди находит в справочнике адрес фермы Фелиси и немедленно направляется туда. Эдди встречает хозяйка фермы с дочерью, а также беременная жена Джонни по имени Нора (Кэтрин Кросби), которая крайне напугана его появлением. Появившийся вскоре Джонни радостно обнимается с Эдди, после чего старший брат убеждает младшего как можно скорее уехать из страны, так как ему грозит реальная опасность. Однако Джонни больше не верит Кьюбику и не хочет следовать его указаниям. Он далее заявляет, что ушёл из синдиката, потому что хочет, чтобы его будущий сын вырос чистым и не знал преступной жизни. От переживаний Нора теряет сознание, после чего разгневанный Джонни просит Эдди уйти. Вернувшись в гостиницу, Эдди встречает в своём номере главу местной организации синдиката Майка Ламотту (Гарри Беллавер), который прямо заявляет, что Кьюбик приказал убить Джонни, и несмотря на личные чувства, он не может ослушаться этого приказа. После этого Эдди, наконец, понимает, что Кьюбик просто использовал его, чтобы найти Джонни, что становится для него тяжёлым нервным потрясением. Кьюбик пытается уговорить Ламотту не убивать Джонни, однако тот уверяет, что если он не сделает этого, то Джонни всё равно найдут и убьют, а ему, также как и Эдди будет только хуже, так как в таком случае их тоже убьют. Майк набирает номер Джонни и просит Эдди убедить брата без лишнего шума выйти из дома и сесть в поджидающую его машину. Взяв трубку, Эдди слышит радостный голос Джонни, который сообщает, что Нора только что родила мальчика, которого решили назвать в честь их отца. Не в силах совладать с эмоциями, Эдди кричит в трубку Джонни, чтобы тот немедленно бежал, и в этот момент получает удар по голове, от которого теряет сознание. Трубку берёт Ламотта, который спокойным голосом просит Джонни по-тихому выйти из дома, и тогда он обещает, что ни Нора, ни ребёнок не пострадают. Джонни выполняет требование Ламонта, и его убивают.
После этого Ламотта отправляет Эдди обратно в Нью-Йорк под присмотром своего подручного Гонзалеса (Руди Бонд), от которого узнаёт, что синдикат убил и Джино. Во время пересадки в Финиксе, в туалете Эдди расправляется с Гонсалесом и забирает его оружие. Затем он звонит Элис, требуя, чтобы она взяла из дома все деньги, и, не привлекая к себе внимания, немедленно вылетала в Нью-Йорк. Когда Кьюбик узнаёт, что Эдди сбежал, он обещает, что разберётся с Ламоттой, после чего поручает Филу организовать широкомасштабный розыск Эдди. Тем не менее, Эдди на перекладных добирается до Нью-Йорка, где в условленной гостинице встречается с Элис. Он говорит жене, что считает себя виновным в смерти братьев, и теперь не видит для себя иного выхода, как бороться с синдикатом до конца. Эдди снова встречается с Малаксом, которого убеждает, что вступил борьбу с синдикатом, и просит его организовать встречу с окружным прокурором, а также помочь отправить Элис из страны. На следующее утро Эдди приезжает в банк, где забирает из ячейки все свои деньги, которые раскладывает в три конверта. Выйдя из банка Эдди отдаёт один конверт Малаксу с просьбой передать его для сына Джонни. Второй конверт он отдаёт Элис, и она в сопровождении Малакса отправляется в аэропорт. Третий конверт Эдди относит вечером Маме Рико. Мама пребывает в отчаянии после гибели двух сыновей, вопрошая, зачем ей теперь жить. В ответ Эдди рассказывает ей о новорождённом сыне Джонни, который, как он надеется, сможет жить без страха, как достойный человек. В этот момент к квартире появляется Кьюбик в сопровождении Фила, который держит в руках пистолет. Мама Рико в ярости набрасывается на мафиозного главаря, называя животным. Пока Фил отталкивает её, Эдди выхватывает собственный пистолет и убивает сначала Фила, а затем и Кьюбика, при этом сам получает ранение. Некоторое время спустя в газетах публикуется сообщение, что с помощью показаний Эдди окружной прокурор сумел разгромить криминальный синдикат. После завершения дела с рекомендательным письмом от окружного прокурора Эдди и Элис направляются в детский дом, чтобы усыновить ребёнка.

## В ролях
- Ричард Конте — Эдди Рико
- Дайан Фостер — Элис Рико
- Кэтрин Кросби — Нора Малакс Рико
- Ларри Гейтс — Сид Кьюбик
- Джеймс Даррен — Джонни Рико
- Арджентина Брунетти — миссис Рико
- Ламонт Джонсон — Питер Малакс
- Гарри Беллавер — Майк Ламотта
- Пол Пичерни — Джино Рико
- Пол Дубов — Фил
- Руди Бонд — Чарли Гонзалес
- Ричард Бакалян — Вик Туччи
- Уильям Фиппс — Джо Вессон
- Пегги Мэйли — Джин (в тирах не указана)

## Создатели фильма и исполнители главных ролей
По произведениям знаменитого бельгийского автора детективов Жоржа Сименона было поставлено более трёхсот фильмов и телесериалов, включая 71 полнометражный художественный фильм, среди которых «Ночь на перекрёстке» (1932), «Паника» (1946), «Мегрэ расставляет сети» (1958), «Кот» (1971), «Часовщик из Сен-Поля» (1974), «Призраки шляпника» (1982), «Мсье Ир» (1989), «Красные огни» (2004) и «Человек из Лондона» (2007).
Как пишет историк кино Ричард Харланд Смит, «начиная с 1952 года, режиссёр Фил Карлсон создал впечатляющую серию криминальных и гангстерских фильмов», среди них «Скандальная хроника» (1952), «Тайны Канзас-Сити» (1952), «Ривер-стрит, 99» (1953), «Пятеро против казино» (1955), «Узкое место» (1955), «История в Феникс-сити» (1955) и «Братья Рико» (1957).
Ричард Конте за свою карьеру сыграл в девятнадцати фильмах нуар, среди них «Звонить Нортсайд 777» (1948), «Плач большого города» (1948), «Воровское шоссе» (1949), «Дом незнакомцев» (1949), «Под прицелом» (1951), «Синяя гардения» (1953), «Большой ансамбль» (1955) и «Секреты Нью-Йорка» (1955). Фильм «Братья Рико» (1957) стал последним нуаром в карьере Конте.
Признанный оператор Бёрнетт Гаффи номинировался на Золотой глобус за фильм «Вся королевская рать» (1949), дважды завоёвывал Оскар за фильмы «Отныне и во веки веков» (1953) и «Бонни и Клайд» (1967), и ещё трижды номинировался на Оскар за фильмы «Тем тяжелее падение» (1956), «Птицелов из Алькатраса» (1962) и «Крысиный король» (1965).

## История создания фильма
Как отмечает историк кино Джефф Майер, в отличие от большинства фильмов нуар 1940-х годов, которые в основном были «пронизаны темой личных страданий», этот фильм «тематически опирается на социальный контекст 1950-х годов», когда кино стало рассказывать о том, как «общенациональные криминальные синдикаты оперировали в Америке». По словам Смита, «Голливуд решил быстро подзаработать на нараставшем общественном интересе к организованной преступности, сместив свой фокус с атмосферических фильмов нуар послевоенной эпохи на основанные на фактах (или, по крайней мере, на том, что похожие на факты) истории о коррупции как наверху, так и внизу». Первым релизом большой студии на эту тему стал фильм «Насаждающий закон» (1951) кинокомпании Warner Bros. с Хамфри Богартом, где «продюсеры эксплуатировали актуальность темы на полную катушку, включая вступительное слово сенатора Эстеса Кефовера», возглавлявшего широкомасштабное расследование деятельности общенациональных преступных синдикатов в 1950-51 годах. Знамя актуальности на протяжении десятилетия пронесли такие фильмы, как «Мафия» (1951), «Рэкет» (1951), «Бандитская империя» (1952), «Большая жара» (1953), «Система» (1953), «В порту» (1954), «Чикагский синдикат» (1955), «Резня на Десятой авеню» (1957), «Текстильные джунгли» (1957) и «Преступный мир США» (1961).
Как указывает Хэл Эриксон, «в основу фильма положен роман французского автора детективов Жорж Сименона». Роман впервые был издан в США в 1954 году под названием «Братья Рико» в сборнике из трёх работ Жоржа Сименона под общим названием «Волна прилива».
По информации Американского института кино, в сентябре 1954 года права на постановку фильма по этой книге, ставшей бестселлером, приобрела продюсерская компания William Goetz Productions.
В июле 1955 года «Голливуд репортер» сообщил, что первоначально на главную роль планировался Хамфри Богарт, отказ которого привёл к приостановке производства фильма. В качестве режиссёра был утверждён Роберт Пэрриш, однако он был вынужден покинуть проект из-за ранее взятых на себя обязательств.

## Оценка фильма критикой

### Общая оценка фильма
После выхода фильма на экраны журнал Variety обратил внимание на создаваемый режиссёром Филом Карлсоном «жёсткий экшн». Значительное внимание уделили фильму современные киноведы. В частности, в 1992 году Карл Мачек написал: «Используя материал французского детективного автора Жоржа Сименона, Карлсон создаёт этот триллер, глубоко укоренив его в пост-нуаровый стиль полицейских триллеров, таких как „Линейка“ и „История в Феникс-сити“, в которых искусно поданное насилие и мрачная атмосфера фильмов предыдущего десятилетия трансформировались в картины с нарочитым акцентом на грубое насилие и скучный, невыразительный визуальный стиль». По мнению Мачека, с жанром нуар картину роднят лишь «чувства безнадёжности и неспособности что-либо изменить», однако, в конечном итоге, «Братья Рико» — «это простой триллер, который предлагает очень мало нуаровой атмосферы. Построенный вокруг архаичных правил и мелких событий», фильм становится ярким свидетельством «упадка нуарового жанра в 1950-е годы». С ним согласен Хэл Эриксон, который называет картину «интересным триллером, глубоко укоренённым в пост-нуаровый стиль полицейских триллеров с чрезмерным акцентом на грубую жестокость и скучным, практически плоским визуальным стилем. По сути это простой триллер, в котором отсутствует подлинная нуаровая среда». По оценке Дениса Шварца, Карлсон ставит этот «хорошо сыгранный актёрами, но слишком говорливый, злободневный, мрачный, фаталистический фильм нуар», в котором «экшн наступает только в последние двадцать минут, а криминальная драма оживает после слишком продолжительного вступления». Критик считает, что этому «умеренному триллеру не хватает нуаровой среды, однако удаётся отразить изменение пассивного настроения в 1950-е годы, поднимая на поверхность тот подспудный гнев, который долгое время скрывался теми добропорядочными гражданами, которые отказывались видеть или думать о злых парнях у власти». Майкл Кини считает, что в фильме «мало экшна, зато Конте отличен как всегда».
Гленн Эриксон полагает, что «если отрезать две последние минуты фильма, то он был бы пророческим шедевром современной паранойи». Далее критик пишет: «Обладая ресурсами, не превышающими среднее телешоу, режиссёр Фил Карлсон превращает триллер Жоржа Сименона в видение преступного мира как бесчеловечного, всепроникающего социального чудовища». Он показывает, «как наш благодушный поверхностный мир 1950-х годов совершенно не подозревает о расположенной под ним „криминальной империи“ в духе Мабузе, которая не уважает никакие человеческие ценности. Вплоть до шикарных фильмов Фрэнсиса Копполы о Крёстном отце американские фильмы не показывали с такой мощью перерождение преступной структуры с традиционными личными связями в обезличенную корпорацию».
По мнению Майкла Майера, этот фильм занимает важное место в нуаровом жанре благодаря «чувству беспомощности личности перед лицом всепроникающей корпоративной коррупции. Лишь поверхностный финал, отличающийся от романа Сименона, ослабляет этот фильм». Майер обращает внимание на то, что страдания Эдди «уводят фильм от мелодрамы, которая служит обычным драматическим базисом для фильмов нуар, в направлении трагедии, а Ричард Конте в роли мучающегося брата даёт свою самую лучшую актёрскую игру, ощутимо передавая муки» своего героя. С другой стороны, «неординарный для гангстерского фильма объём времени отдан начальным эпизодам, подробно показывая жену Эдди и её потребность в усыновлении ребёнка. Эти домашние сцены с участием мужа и жены обеспечивают необычную для фильма нуар направленность, вводя в него позитивную идею о семейном единстве».

### Образ мафии в фильме
Как полагает Гленн Эриксон, «если не принимать во внимание абсурдно радостный эпилог, фильм смотрится даже более адекватным современности, чем 1957 году. Мафия в нём действует как более или менее современная корпорация, которая независима от какого-либо серьёзного правительственного контроля, и её единственная цель — это делать деньги». В организации «постоянно насаждается строгая внутренняя иерархия», её члены «не имеют права рассуждать о „бизнесе компании“ и попадут под подозрение, если не будут демонстрировать полную подчинённость её политике. Вся разница заключается лишь в том, что сотрудники мафии не могут уволиться». Что же касается братьев Рико, то они, по словам Эриксона, «не невинные люди, но они сложились как часть старой мафии, которая опиралась на лояльные семейные связи. Однако „новая“ мафия не ценит человеческих отношений. От её членов требуется абсолютная лояльность, при этом каждый подчинённый является расходной пешкой. Личная свобода невозможна, так как мафия держит своих людей под жёстким контролем».
По мнению историка фильма нуар Эндрю Дикоса, этот фильм «внёс важный вклад в жанр разоблачительного фильма нуар, показав изменение взаимоотношений в криминальном управлении». Если в недавнем прошлом личные отношения поддерживались хотя бы формально, то в новых условиях «криминальное предприятие настолько дегуманизировало свою деятельность, что аннулировало всякую прежнюю семейную лояльность». Карлсон представляет зрителю «холодный, бессердечный и, возможно, более жестокий мир, где люди окончательно становятся расходным материалом». Далее Дикос пишет: «Карлсон показывает нам как в этом, так и в других своих разоблачительных фильмах, нуаровый пейзаж организованной преступности в послевоенном американском обществе, где стёрлись различия между добром и злом. И он показывает нам дезориентацию своих персонажей, нуаровое несчастье которых заключено в том, что они вынуждены возвращаться к грехам своего прошлого в то время, когда они пытаются бежать от них в неопределенное будущее».

### Оценка работы режиссёра и творческой группы
Как отмечает Смит, «сценаристы Льюис Мелтцер и Бен Перри (при помощи Далтона Трамбо, который в то время был в чёрном списке и потому не указан в титрах) отходят от мрачного финала Сименона, где герой сдаётся и принимает тот факт, что братья Рико, получили то, что они заслужили». В фильме же Эдди заставляет босса и крёстного отца заплатить за его преступления в перестрелке, которая происходит «в клаустрофобической тесноте кондитерской в Малой Италии». По словам Смита, «для первой экранизации этого романа Сименона, Карлсон и оператор Гаффи избирают однообразный, прозаичный подход изложения истории». При этом, «вплоть до последнего акта фильма Карлсон избегает экранного насилия, главным образом, чтобы подчеркнуть обыденность преступлений современного синдиката (персонифицированного в добродушном дяде Кьюбике), а также психологические последствия для загнанного в угол Эдди, который в конечном итоге не способен спасти своих братьев от их трагической участи».
Майер подчёркивает, что картина «демонстрирует стилистическую и тематическую консолидацию тренда в жанре фильм нуар, доминировавшего в 1950-е годы. В стилистическом плане эта картина, как и большинство других фильмов 1950-х годов, редко использует эффектные экспрессионистские приёмы, особенно в плане светового решения, которые очень любили применять во многих фильмах 1940-х годов». По словам Майера, из-за сугубо функционального характера съёмки «визуально фильм мало чем отличается от средних телесериалов конца 1950-х годов». И хотя «по своей тематике он разделяет озабоченность других фильмов 1950-х годов деятельностью общенациональных криминальных синдикатов», тем не менее, «это достаточно сдержанный фильм с небольшим количеством типичного для Карлсона насилия. Даже убийство Джонни мафией происходит за экраном, а Карлсон предпочитает показать лишь то, как оно подействовало на Эдди».
Эндрю Дикос отмечает, что «в фильме использованы натурные съёмки в Майами и Нью-Йорке, при этом нуаровая операторская работа видна здесь больше, чем в других разоблачающих синдикаты фильмах 1950-х годов», в частности, в сцене, когда гангстеры загоняют Джонни в смертельную ловушку, «крупным планом дан весь ужас, отразившийся на его потном лице». Контрастный эффект этой сцены противопоставлен ярко освещённым модернистским декорациям дома Эдди и его жены, а также люкса Кьюбика в гостинице. При этом они резко контрастируют с квартирой Мамы Рико, расположенной за её кондитерской в Маленькой Италии, где она трепещет над своим новым «ледяным ящиком» от Эдди, а Бабушка восхищена новым телевизором".
Шварц считает, что фильм «страдает от скучного визуального стиля (неинтересной, напоминающей телевидение, картинки), от безоговорочной веры эпохи Эйзенхуэра в то, что закон стоит вне подозрений, а также в то, что насилие настолько жестоко». Гленн Эриксон отмечает, что «вплоть до своего конца, этот пугающий фильм не показывает никакого чрезмерного насилия: для него достаточно подразумеваемых угроз». Критик также обращает внимание на «чистую минималистическую работу» художника-постановщика Роберта Бойла, называя её «минимализмом в лучшем смысле этого слова».

### Оценка актёрской игры
Журнал Variety оценивает «игру всех актёров как первоклассную». По мнению журнала, особенно выделяется Конте в роли человека, который «теряет последние иллюзии, узнав о том, что глава синдиката, которого он воспринимал как близкого члена семьи, приказывает казнить его брата. Обоим „дамам“ достаётся сравнительно мало работы. Однако и Дайан Кросби в роли жены Конте, и Кэтрин Грант в роли жены его брата играют так, что на их работу обращаешь внимание. Ларри Гейтс в роли главы банды добивается безусловного успеха, а Джеймс Даррен хорош в роли младшего брата».
По мнению Мачека, «Конте обеспечивает единственную связь с нуаровой моделью, сложившейся в 1940-е годы. В этом фильме он, кажется, создаёт образ человека, отставшего на шаг от общества. Его бессмысленный поиск и неспособность контролировать события были нетипичными для героев конца 1950-х годов». Шварц также отмечает, что «значительное экранное присутствие Конте, который противостоит внешним тёмным силам, придаёт фильму нуаровый вид. Его герой растерян и не способен спасти своих братьев от безжалостных гангстеров, которых он перестал понимать». Гленн Эриксон полагает, что «Конте идеален в роли винтика из старой мафии, который верит в то, что мафия позволит ему жить свободной и законной жизнью», а Хэл Эриксон высоко оценивает «сильную игру Конте в роли человека, который идёт не в ногу с остальным обществом», при этом отмечая, что его игра «теряется в этом, по сути простом триллере».
Майер также обращает внимание на игру Ларри Гейтса, который показывает «эволюцию в изображении голливудского гангстера от бандита из рабочей среды к прилизанному, внешне безвредному корпоративному менеджеру».